# Stefano de Normandis dei Conti
Stefano de Normandis dei Conti (Roma o Perugia, 1190 circa – Napoli, 8 dicembre 1254) è stato un cardinale italiano.

## Biografia
Appartenente ad una famiglia di antica nobiltà, si dedicò alla carriera ecclesiastica dopo la morte della moglie, avendo avuto da questa già un figlio. Nel 1216 fu nominato cardinale diacono di Sant'Adriano al Foro da papa Innocenzo III, del quale era nipote. Fu arcidiacono di Norfolk, nella diocesi di Norwich. Nel 1228 optò per il titolo di Cardinale presbitero di Santa Maria in Trastevere e nel 1231 venne nominato Arciprete della Basilica Vaticana. Nel 1243 divenne cardinale protopresbitero. Fu Cardinal Vicario di Roma dal 1244 al 1251.
Morì a Napoli l'8 dicembre 1254, ultimo superstite delle creazioni cardinalizie di Innocenzo III, e fu sepolto nella cattedrale della città.

## Conclavi
Durante il suo periodo di cardinalato, Stefano de Normandis dei Conti partecipò alle seguenti elezioni papali:
- conclave del 1216, che elesse papa Onorio III
- conclave del 1227, che elesse papa Gregorio IX
- conclave del 1241, che elesse papa Celestino IV
- conclave del 1243, che elesse papa Innocenzo IV